# Oksana Shachko
Oksana Shachko —en ucraniano: Оксана Шачко— (Jmelnytsky, 31 de enero de 1987 - París, 23 de julio de 2018) fue una artista reconocida por fundar el grupo feminista radical Femen junto con Anna Hutsol y Aleksandra Shevchenko. Como refugiada política, residió en París desde 2013 hasta su fallecimiento.

## Biografía
Oksana Shachko nació en Jmelnytsky el 31 de enero de 1987 en un contexto de crisis política y económica debido al colapso de la Unión Soviética. Sus padres eran ambos obreros en fábricas y cuando estas cerraron con la caída del régimen soviético, se quedaron en paro. A los doce años Oksana empezó a pintar frescos trabajando para la iglesia ortodoxa a tiempo completo. Expresó el deseo de ingresar en un convento y profesar como monja, pero su madre y familia la convencieron de que no lo hiciera. A los catorce rechazó la iglesia ortodoxa y se proclamó atea, considerando que los sacerdotes se comportaban más como comerciantes que como representantes de Dios. Continuó pintando para ganarse la vida.
En 2000, ingresó en la universidad libre de Khmelnytsky para estudiar filosofía, lo que le produjo una fuerte crisis de conciencia. Debido a que en la Ucrania postsoviética se presentaban delitos como tráfico de mujeres para prostituirlas en el extranjero u ofrecerlas como novias en internet, Shachko consideraba que el estatus en que se ubicaba al género femenino era inferior.

### Fundación de Femen
Shachko, comprometida contra la segregación de las estudiantes, la explotación y el turismo sexual en Ucrania, en abril de 2008 fundó el grupo feminista radical Femen junto con Anna Hutsol y Aleksandra Shevchenko, El 24 de agosto de 2009 se convirtió en la primera componente de la organización que se deshizo del sostén (hasta entonces utilizaban bikinis o se tapaban los pezones con cinta adhesiva) durante una manifestación en la ciudad de Kiev con ocasión del Día de la Independencia de Ucrania:

Fui yo quien primero protestó en toples con las tetas pintadas. Fue solo un experimento, pero después entendimos lo poderoso que era.

### Protesta por falta de baños públicos
Al año siguiente, en octubre de 2010, se bajó los pantalones frente a un baño público para protestar por las deficiencias y escasez de este servicio. Repitió la acción con otras tres activistas en febrero de 2011, frente a la estación de tren de Kiev-Passazhyrskiy.

### LibroFemen
A comienzos de los años 2010 colaboró con la escritora francesa Galia Ackerman en la redacción del libro Femen, publicado por Calmann-Lévy en 2013.

A los quince años, dejé a mis padres para dedicarme a pintar iconos. Hoy sigo pintándolos, pero para vivir. Estoy orgullosa de lo que hago por el bien de mi alma y mi conciencia, para mi desarrollo personal y, por supuesto, de mi trabajo como activista de Femen.

A principios de 2016 abandonó el grupo para dedicarse por entero a la pintura, creando iconos a la manera tradicional pero en los que introducía detalles transgresores, para confrontar el dogma religioso con mensajes feministas, políticos o humanistas.

### Suicidio
El 21 de julio de 2018, Shachko realizó su última publicación en una red social, donde aparecen las palabras “you are fake” (eres falso) sobre un fondo blanco.
Dos días después, el 23 de julio, Shachko se suicidó ahorcándose en su residencia parisina.
La muerte fue confirmada a los medios ucranianos por las otras fundadoras de Femen, Inna Shevchenko y Anna Hutsol.
El motivo del suicidio aún se desconoce, pero según información del diario ruso Moskovski Komsomolets, la activista ya había intentado quitarse la vida por lo menos dos veces en los últimos dos años. Según algunos amigos, tenían varios días de no saber de ella, por lo que derribaron la puerta de su apartamento y la encontraron muerta. La policía informó que encontró una carta, sin embargo el contenido de la misma aún no ha sido revelado.

## Exposiciones
- Oksana Shachko, Evor, Niyaz Najafov, Brigitte Cornand, Virgile Fraisse, Ekaterina Vasilyeva, Jean-Luc Blanc, Elizaveta Konovalova, Anne Deguelle, Anne Kreis. 8+/-2. Galerie Mansart. París. Hasta el 31 de enero de 2016.[16]
- Oksana Shachko. Iconoclaste. Galerie Mansart. París. Del 12 de mayo al 19 de junio de 2016.[17]

Mi pasado en Femen ha repercutido por completo en mi pintura y mis ideas. Creo firmemente que podemos influir en la sociedad. Esto es la continuación de mi activismo, pero de una forma nueva. Sigo acusando a la religión de que da a las mujeres una mala imagen de obediencia.

## Filmografía
- Nos seins, nos armes (2013.), dirigida por Caroline Fourest y Nadia El Fani.[19]
- Everyday Rebellion (2013), dirigida por Arash T. Riahi, Arman T. Riahi.
- Ukraine Is Not a Brothel  (2013), dirigida por Kitty Green.
- Je suis FEMEN (2014), documental dirigido por el cineasta Alain Margot que protagonizó junto a Anna Hutsol, Aleksandra e Inna Shevchenko. Fue presentado en España en la 47.ª edición del Festival Internacional de Cine de Gijón.[20]